# Vuippens
Vuippens (Vupin  en patois fribourgeois) est une localité et une ancienne commune suisse du canton de Fribourg, située dans le district de la Gruyère.

## Histoire
Vuippens est situé dans la vallée de la Sionge, sur la rive gauche du lac de la Gruyère, sur l'axe routier Bulle-Fribourg. Une villa gallo-romaine a été découverte sur le site de La Palaz et date du Ier-IIIe siècle avec hypocaustes et nécropole du VIIe siècle (174 tombes). Vuippens dépendit de la seigneurie de Corbières jusqu'en 1224, puis devint centre de celle de Vuippens. Elle est l'une des dix "villes" de la Gruyère, fondée au milieu du XIIIe siècle par Ulrich de Vuippens, le bourg et les châteaux furent incendiés en 1349 par Fribourg avec l'aide de Berne (guerre d'Everdes). Fribourg acquit la localité en 1553 qui forma jusqu'en 1798 un bailliage unique avec Everdes. L'ancienne commune compte toujours deux châteaux, en mains privées, celui de Boccard (XVIe siècle) et l'ancien château baillival, fortement modifié en 1778.
Après le soulèvement Chenaux en 1781, les bourgeois de Vuippens conservèrent leurs anciennes franchises sans accéder collectivement à la bourgeoisie de Fribourg. La localité s'insurgea contre la capitale lors de la révolution de 1798. L'ancienne commune fut rattachée au district de Bulle sous la République helvétique. La paroisse est attestée au milieu du IXe siècle (852/875). Sorens en fit partie jusqu'en 1861. Vuippens est un village à vocation résidentielle et agricole (cultures fourragères et élevage bovin) au début du XXIe siècle. Il possède une station d'épuration des eaux du bassin de la Sionge depuis 1987. L'autoroute A12 construite en 1981 a permis le redressement démographique.
Depuis 2001, Vuippens fait partie de la commune de Marsens avec qui elle a fusionné.

## Patrimoine bâti
L'église Saint-Sulpice fut reconstruite en 1791 et en 1862.

## Toponymie
855 : Wippedingus
Son nom en allemand est Wippingen, et son nom en patois fribourgeois est Vupin.

## Démographie

### Surnoms
Les habitants de Vuippens sont surnommés en patois fribourgeois lè Tsaudron Parçhî (les Chaudrons percés), lè Fouèta-Tsin (les Fouette-chiens) ou lè Vouipe (les Guêpes).

### Évolution de la population
Vuippens comptait 207 habitants en 1850, 265 en 1900, 265 en 1950, 208 en 1980, 251 en 2000.